# Јон Лука Карађале (Дамбовица)
Јон Лука Карађале (рум. Ion Luca Caragiale) насеље је у Румунији у округу Дамбовица. Oпштина се налази на надморској висини од 221 m.

## Становништво
Према подацима из 2011. године у насељу је живело 8982 становника.